# Lijst van voetbalinterlands Portugal - Rusland
Deze lijst van voetbalinterlands is een overzicht van alle officiële voetbalwedstrijden tussen de nationale teams van Portugal en Rusland. De landen hebben tot op heden zeven keer tegen elkaar gespeeld. De eerste ontmoeting was op 16 juni 2004 in Lissabon, een groepswedstrijd tijdens het Europees kampioenschap voetbal 2004. Het laatste duel, een groepswedstrijd om de FIFA Confederations Cup 2017, vond plaats in juni 2017 in Moskou.

## Wedstrijden
| № | Plaats    | Datum            | Competitie                   | Wedstrijd          | Uitslag |
| - | --------- | ---------------- | ---------------------------- | ------------------ | ------- |
| 1 | Lissabon  | 16 juni 2004     | EK 2004                      | Rusland − Portugal | 0 − 2   |
| 2 | Lissabon  | 13 oktober 2004  | WK 2006 kwalificatie         | Portugal − Rusland | 7 − 1   |
| 3 | Moskou    | 7 september 2005 | WK 2006 kwalificatie         | Rusland − Portugal | 0 − 0   |
| 4 | Moskou    | 12 oktober 2012  | WK 2014 kwalificatie         | Rusland − Portugal | 1 − 0   |
| 5 | Lissabon  | 7 juni 2013      | WK 2014 kwalificatie         | Portugal − Rusland | 1 − 0   |
| 6 | Krasnodar | 14 november 2015 | Vriendschappelijk            | Rusland − Portugal | 1 − 0   |
| 7 | Moskou    | 21 juni 2017     | FIFA Confederations Cup 2017 | Rusland − Portugal | 0 – 1   |

## Samenvatting
| Competitie              | Totaal gespeeld | Winst Portugal | Gelijk | Winst Rusland | Doelsaldo Portugal – Rusland |
| ----------------------- | --------------- | -------------- | ------ | ------------- | ---------------------------- |
| WK-kwalificatie         | 4               | 2              | 1      | 1             | 8 − 2                        |
| FIFA Confederations Cup | 1               | 1              | 0      | 0             | 1 − 0                        |
| EK-eindronde            | 1               | 1              | 0      | 0             | 2 − 0                        |
| Vriendschappelijk       | 1               | 0              | 0      | 1             | 0 − 1                        |
| Totaal                  | 7               | 4              | 1      | 2             | 11 − 3                       |

## Details

### Tweede ontmoeting
| WK 2006 kwalificatie (Lissabon, Portugal, 13 oktober 2004):                                                    |       |                     |
| Portugal | 7 – 1 | Rusland             |
| Pedro Pauleta 26' Cristiano Ronaldo 39' Deco 45' Cristiano Ronaldo 69' Simão Sabrosa 82' Petit 89' Petit 90+3' | goals | 79' Andrej Arsjavin |

### Zesde ontmoeting
| Vriendschappelijk (Krasnodar, Rusland, 14 november 2015): |       |          |
| Rusland | 1 – 0 | Portugal |
| Roman Sjirokov 89' | goals |          |
| - Debuut van Vladislav Ignatyev (Kuban Krasnodar) voor Rusland. - Debuut van Rúben Neves (FC Porto), Lucas João (Sheffield Wednesday), Gonçalo Guedes (Benfica) en Ricardo Pereira (OGC Nice) voor Portugal. |       |          |

### Zevende ontmoeting
| groepsfase FIFA Confederations Cup 2017 (scheidsrechter Gianluca Rocchi, Moskou, 21 juni 2017):                                                                                            |                 | |
| Rusland | 0 – 1           | Portugal |
| | goals (assists) | 9' Cristiano Ronaldo (Raphaël Guerreiro) |
| Stanislav Tsjertsjesov | bondscoach      | Fernando Santos |
| Igor Akinfejev Viktor Vasin Georgi Dzhikiya Fjodor Koedrjasjov 83' Roman Sjisjkin 46' Dmitri Kombarov 67' Aleksandr Samedov Denis Gloesjakov Aleksandr Golovin Joeri Zjirkov Fjodor Smolov | opstellingen    | Rui Patrício Bruno Alves Pepe 65' Raphaël Guerreiro Cédric Soares Bernardo Silva William Carvalho André Gomes 82' Adrien Silva Cristiano Ronaldo 78' André Silva |
| Aleksandr Jerochin 46' Dmitry Poloz 67' Aleksandr Boecharov 83' | wissels         | 65' Eliseu 78' Gelson Martins 82' Danilo Pereira |
| Denis Gloesjakov 27' Georgi Dzhikiya 72' Aleksandr Samedov 76' | gele kaarten    | 57' Pepe 71' Bernardo Silva |
| - Honderdste interland van doelman Igor Akinfejev (CSKA Moskou) voor Rusland. |                 | |